# 高円寺百景
高円寺百景（こうえんじひゃっけい）は、吉田達也が結成した日本のロックバンド。

## 現メンバー
- 吉田達也：ドラム/ヴォーカル
- 坂元健吾：ベース/ヴォーカル
- 小森慶子：ソプラノ・サックス/クラリネット
- 矢吹卓：キーボード
- AH（アー）（工藤亜紀）：ヴォーカル
- 小金丸慧：ギター/ヴォーカル

## 来歴
1991年、吉田達也(ds/vo)、久保田安紀(vo)、和泉明夫(g)、記本一儀(b)、北原千恵(kbd)により結成される。
1994年、吉田、久保田、桑原重和(b/vo)、増田隆一(g/vo)により1st『高円寺百景』発表。
1996年、桑原、増田が脱退。
1997年、吉田、久保田、原田仁(g/vo)、坂元健吾(b/vo)により2nd『弌』発表。
2001年、吉田、原田、坂元により3rd『NIVRAYM』発表。久保田が脱退したため、小口健一(kbd)、東京ナミイ(vo)をゲストに迎えた。
2005年、吉田、坂元、金澤美也子(kbd/vo)、山本響子(vo)、小森慶子(sax/clarinet)により4th『ANGHERR SHISSPA』発表。バンド結成時以来初のギターレス、サックス入り編成となる。
2007年、山本がオペラ留学のため脱退、金澤も脱退。久保田が復帰、矢吹卓(kbd)が加入。
2008年、久保田が再脱退。東京ナミイをゲストに迎えてNEARfest Xに出演。
AH(vo)が加入。
2014年、藤井友信(g/vo)が加入。
2016年、藤井が脱退。
2017年、小金丸が加入。
2018年、吉田、坂元、小森、矢吹、AH、小金丸により5th『Dhorimviskha』発表。

## 特徴

### 音楽性
フランスのロックバンド「マグマ」の曲をライブハウスで演奏する為の企画バンド「メカニック・コマンドー」が母体になっており、初期はハードコア色が強かったが、しだいにプログレッシヴ・ロック色が強くなり、変拍子ユニゾンにメンバーのコーラスを乗せる、いわゆるマグマ的なサウンドになった。歌詞の言語は造語であり、これも「マグマ」のコバイア語（架空言語）からの影響が大きい。久保田安紀、山本響子、AHによるオペラチックなヴォーカルも特徴的である。
2005年にギターレス、小森慶子の加入でサックス入り編成になってからは、チェンバー・ロック的要素が加わり、「ザオ」色も強くなった。更に矢吹卓の加入により、ジャズ・フュージョン的要素も加わった。

### 逸話・その他
高円寺百景と言うバンド名は、結成時メンバーらが記本を除き高円寺在住であった事から付けられた。

## メンバーと担当楽器

### 第1期 1991年
- 吉田達也：ドラム/ヴォーカル
- 久保田安紀：ヴォーカル
- 和泉明夫：ギター
- 記本一儀：ベース
- 北原千恵：キーボード

### 第2期 1992年
- 吉田達也：ドラム/ヴォーカル
- 久保田安紀：キーボード/ヴォーカル
- 和泉明夫：ギター
- 記本一儀：ベース

### 第3期 1992年～1994年
- 吉田達也：ドラム/ヴォーカル
- 久保田安紀：キーボード/ヴォーカル
- 桑原重和：ベース/ヴォーカル
- 増田隆一：ギター/ヴォーカル

1st『高円寺百景』録音。

### 第4期 1995年8月4日
- 吉田達也：ドラム/ヴォーカル
- 久保田安紀：キーボード/ヴォーカル
- 桑原重和：ベース/ヴォーカル
- 松居徹：ギター

+
- 勝井祐二：ヴァイオリン（ゲスト。8月4日のライヴ）

### 第5期 1995年12月29日～1996年5月5日
- 吉田達也：ドラム/ヴォーカル
- 久保田安紀：キーボード/ヴォーカル
- 桑原重和：ベース/ヴォーカル
- 原田仁：ギター/ヴォーカル

+
- 勝井祐二：ヴァイオリン（ゲスト。5月5日のライヴ）

### 第6期 1996年8月21日～1997年1月17日
- 吉田達也：ドラム/ヴォーカル/キーボード（2nd）
- 久保田安紀：キーボード/ヴォーカル
- 原田仁：ギター/ヴォーカル
- 坂元健吾：ベース/ヴォーカル

2nd『弌』録音。

### 第7期 1999年12月28日
- 吉田達也：ドラム/ヴォーカル
- 原田仁：ギター/ヴォーカル
- 坂元健吾：ベース/ヴォーカル
- 久保ちり子：キーボード

+
- さがゆき：ヴォーカル（ゲスト。12月28日のライヴ）

### 第8期-1 2001年
- 吉田達也：ドラム/ヴォーカル/キーボード（3rd）
- 原田仁：ギター/ヴォーカル
- 坂元健吾：ベース/ヴォーカル/キーボード（3rd）/ギター（3rd）

+
- 小口健一：キーボード（ゲスト。『NIVRAYM』）
- 東京ナミイ（相良奈美）：ヴォーカル（ゲスト。『NIVRAYM』）

3rd『NIVRAYM』録音。

### 第8期-2 2002年2月11日
- 吉田達也：ドラム/ヴォーカル
- 原田仁：ギター/ヴォーカル
- 坂元健吾：ベース/ヴォーカル

+
- 荻野和夫：キーボード（ゲスト。『LIVE AT STAR PINE'S CAFE』）
- 小口健一：キーボード（ゲスト。『LIVE AT STAR PINE'S CAFE』）
- 東京ナミイ（相良奈美）：ソプラノ・ヴォーカル（ゲスト。『LIVE AT STAR PINE'S CAFE』）
- 久保田安紀：アルト・ヴォーカル（ゲスト。『LIVE AT STAR PINE'S CAFE』）
- 中島洋一：テナー・ヴォーカル（ゲスト。『LIVE AT STAR PINE'S CAFE』）

ライブDVD『LIVE AT STAR PINE'S CAFE』録画。

### 第9期 2003年9月6日
- 吉田達也：ドラム/ヴォーカル
- 坂元健吾：ベース/ヴォーカル
- 金澤美也子：キーボード/ヴォーカル
- 山本響子：ヴォーカル
- 佐々木恒：ギター

### 第10期 2003年9月26日～2004年3月26日
- 吉田達也：ドラム/ヴォーカル
- 坂元健吾：ベース/ヴォーカル
- 金澤美也子：キーボード/ヴォーカル
- 山本響子：ヴォーカル

### 第11期 2005年～2006年
- 吉田達也：ドラム/ヴォーカル
- 坂元健吾：ベース/ヴォーカル
- 金澤美也子：キーボード/ヴォーカル
- 山本響子：ヴォーカル
- 小森慶子：ソプラノ・サックス/クラリネット

4th『ANGHERR SHISSPA』録音。

ライブDVD『LIVE AT DOORS』録画。

### 第12期 2006年6月28日
- 吉田達也：ドラム/ヴォーカル
- 坂元健吾：ベース/ヴォーカル
- 金澤美也子：キーボード/ヴォーカル
- 小森慶子：ソプラノ・サックス/クラリネット

+
- 久保田安紀：ヴォーカル（ゲスト。6月28日のライヴ）
- 太田恵資：ヴァイオリン（ゲスト。6月28日のライヴ）

### 第13期-1 2007年5月14日～5月20日
- 吉田達也：ドラム/ヴォーカル
- 坂元健吾：ベース/ヴォーカル
- 小森慶子：ソプラノ・サックス/クラリネット
- 久保田安紀：ヴォーカル
- 矢吹卓：キーボード

+
- 東京ナミイ（相良奈美）：ヴォーカル（ゲスト。5月15日のライヴ）
- 津山篤：ヴォーカル？（ゲスト。5月18日のライヴ）

USA＆CANADAツアー

### 第13期-2 2007年5月31日
- 吉田達也：ドラム/ヴォーカル
- 坂元健吾：ベース/ヴォーカル
- 小森慶子：ソプラノ・サックス/クラリネット
- 久保田安紀：ヴォーカル

+
- 石橋英子：キーボード/フルート（サポート。『070531』）
- ホッピー神山：キーボード/ヴォーカル（サポート。『070531』）
- 今堀恒雄：ギター（ゲスト。『070531』）
- 壷井彰久：ヴァイオリン（ゲスト。『070531』）

ライブDVD『070531』録画。

矢吹卓は仕事の都合で不参加。

### 第13期-3 2007年7月4日
- 吉田達也：ドラム/ヴォーカル
- 坂元健吾：ベース/ヴォーカル
- 小森慶子：ソプラノ・サックス/クラリネット
- 久保田安紀：ヴォーカル
- 矢吹卓：キーボード

### 第14期 2008年6月21日
- 吉田達也：ドラム/ヴォーカル
- 坂元健吾：ベース/ヴォーカル
- 小森慶子：ソプラノ・サックス/クラリネット
- 矢吹卓：キーボード

+
- 東京ナミイ（相良奈美）：ヴォーカル（ゲスト。6月21日のライヴ）

NEARfest Xに出演。

### 第15期 2008年9月～2014年11月
- 吉田達也：ドラム/ヴォーカル
- 坂元健吾：ベース/ヴォーカル
- 小森慶子：ソプラノ・サックス/クラリネット
- 矢吹卓：キーボード
- AH（工藤亜紀）：ヴォーカル

+
- 久保田安紀：ヴォーカル/キーボード（ゲスト。AHが活動休止中の2012年12月19日のライヴ）

ライブDVD『LIVE AT KOENJI HIGH』録画。

### 第16期 2014年11月～2016年10月
- 吉田達也：ドラム/ヴォーカル
- 坂元健吾：ベース/ヴォーカル
- 小森慶子：ソプラノ・サックス/クラリネット
- 矢吹卓：キーボード
- AH（工藤亜紀）：ヴォーカル
- 藤井友信：ギター/ヴォーカル

### 第17期 2017年11月～
- 吉田達也：ドラム/ヴォーカル
- 坂元健吾：ベース/ヴォーカル
- 小森慶子：ソプラノ・サックス/クラリネット
- 矢吹卓：キーボード
- AH（工藤亜紀）：ヴォーカル
- 小金丸慧：ギター/ヴォーカル

5th『Dhorimviskha』録音。

## ディスコグラフィー

### スタジオ・アルバム
- 高円寺百景（1994年） - 第3期
- 弌（1997年） - 第6期
- NIVRAYM（2001年） - 第8期-1
- ANGHERR SHISSPA（2005年） - 第11期
- Dhorimviskha（2018年） - 第17期

### オムニバス
- DEVIL FROM THE EAST/A DECADE OF YOSHIDA TATSUYA - “SUNNA ZARIOKI”で参加。第2期
- ZK SAMPLERS（1992年） - “OZONEHOLE”で参加。第3期
- MAGAIBUTSU SAMPLER vol.2 - “AVEDUMMA”で参加。第5期（勝井祐二のヴァイオリンをオーバーダビング）
- HAMTAÏ ! HOMMAGE A LA MUSIQUE DE CHRISTIAN VANDER（2007年） - “MAGMA MEDLEY”で参加。第11期

### その他
- 高円寺百景 / 高円寺百景 - REMIX（2008年） - 第3期

1stをドラム再録、リミックスで再発
- 高円寺百景 / NIVRAYM - REMIX（2009年） - 第8期-1

3rdをドラム再録、第15期メンバーによるオーバーダビング、リミックスで再発

### 映像作品
- LIVE AT STAR PINE'S CAFE（2002年） - 第8期-2
- LIVE AT DOORS（2005年） - 第11期
- 070531（2008年） - 第13期-2
- LIVE AT KOENJI HIGH（2010年） - 第15期